# Atletica leggera ai Giochi paralimpici
L'atletica leggera paralimpica è sport paralimpico ai Giochi paralimpici estivi sin dalla prima edizione di Roma 1960.

## Eventi
Ai Giochi paralimpici di Pechino 2008 vennero assegnati in tutto 160 titoli. Di seguito sono rappresentate le gare disputate moltiplicate per il numero di categorie per ciascuna gara.
Uomini
- 100 m x13
- 200 m x11
- 400 m x10
- 800 m x8
- 1500 m x4
- 5000 m x4
- 10000 m x1
- Staffetta 4×100 m x4
- Staffetta 4×400 m x1
- Maratona x4
- Lancio della clava x1
- Lancio del disco x10
- Salto in alto x1
- Tiro del giavellotto x8
- Salto in lungo x5
- Getto del peso x11
- Salto triplo x2
- Pentathlon x2

Donne
- 100 m x12
- 200 m x11
- 400 m x4
- 800 m x3
- 1500 m x2
- 5000 m x1
- Staffetta 4×100 m x1
- Maratona x1
- Lancio del disco x8
- Tiro del giavellotto x5
- Salto in lungo x4
- Getto del peso x8

## Categorie
Gli atleti che prendono parte ai Giochi paralimpici competono in varie categorie raggruppate secondo precisi criteri. Nella tabella seguente, davanti ai numeri che indicano le categorie si trovano le lettere T o F che stanno per track (gare su pista) e field (concorsi).
L'IPC classifica gli atleti in tre gruppi e varie classi

### Gruppi
- Standing (atleti con vario tipo di disabilità ed amputati che gareggiano in piedi)
- Atleti in carrozzina
- Visually impaired (ipovedenti)

### Classi
| Categoria | Criteri |
| --------- | --- |
| T/F11     | Dalla completa non percezione della luce da parte di entrambi gli occhi fino alla capacità di percepire la luce; incapacità di riconoscere oggetti o profili in qualsiasi direzione e a qualsiasi distanza. |
| T/F12     | Capacità di riconoscere oggetti a una distanza superiore ai 2 metri, ovvero 2/60 e/o visione di campo inferiore ai 5 gradi. |
| T/F13     | Capacità di riconoscere profili di oggetti tra 2 e 6 metri di distanza, ovvero 2/60 o 6/60 e una visuale di campo tra 5 e 20 gradi. |
| T/F20     | Atleti con un riconosciuto deficit intellettuale secondo gli standard internazionali, ovvero al di sotto di un risultato di 75 punti nel test di misurazione del quoziente d'intelligenza della OMS |
| T/F33     | Tetraplegia moderata. Sufficiente resistenza funzionale e problemi moderati agli arti superiori e al busto. Uso della sedia a rotelle per le attività quotidiane, ma possibilità di deambulazione con dispositivi di assistenza. |
| T/F34     | Da moderati a gravi problemi agli arti inferiori, buona resistenza funzionale e minimi problemi di controllo degli arti superiori e del busto. Uso della sedia a rotelle per le attività quotidiane, ma possibilità di deambulazione con dispositivi di assistenza. |
| T/F35     | Buona resistenza funzionale e minimi problemi di controllo degli arti superiori. Non necessità di sedia a rotelle. Uso o non uso di dispositivi di assistenza. |
| T/F36     | Maggiore utilizzo degli arti superiori, minore coordinamento / problemi di equilibrio durante la corsa o il lancio. Capacità di deambulazione senza dispositivi di assistenza. |
| T/F37     | Da moderata a minima emiplegia. Buone capacità funzionali nella parte con colpita da emiplegia. Capacità di deambulazione/corsa senza dispositivi di assistenza, ma zoppicando. |
| T/F38     | Emiplegia minima. Possibili problemi minimi di coordinamento, ma buon equilibrio. Capacità di correre e saltare liberamente. |
| T40       | Nanismo. Limiti di altezza: 145 cm per gli uomini e 140 cm per le donne. |
| T42       | Amputazione al di sopra o all'altezza del ginocchio di una sola gamba. Combinazione di amputazione di arto superiore e arto inferiore. Invalidità minima. |
| T43       | Amputazione al di sotto del ginocchio di entrambe le gambe. Combinazione di amputazione di arto superiore e arti inferiori. Braccio con normale capacità di lancio. |
| T44       | Amputazione di una sola gamba al di sotto del ginocchio. Combinazione di amputazione di arto superiore e arto inferiore. Capacità di deambulazione con funzionalità moderatamente ridotta in uno o entrambi gli arti inferiori. |
| T45       | Amputazione di entrambe le braccia al di sopra del gomito. Amputazione di entrambe le braccia al di sotto del gomito. |
| T46       | Amputazione di un solo braccio al di sopra del gomito. Amputazione di un solo braccio al di sotto del gomito. Funzionalità normale in entrambi gli arti inferiori. Altre menomazioni al busto. |
| T52       | Danni al midollo spinale nella parte alta della schiena. Funzionalità del busto fortemente alterata o assente; nessuna funzionalità delle gambe. |
| T53       | Mobilità del busto compromessa e/o assenza di controllo del tronco. Alterazioni nella capacità di sostenere lunghe corse e forte capacità di afferrare e rilasciare rapidamente il bordo della spinta della ruota. |
| T54       | Normale o quasi normale funzionalità degli arti superiori. Possibile incapacità di movimento del busto; durante la spinta, il tronco si colloca sulle gambe. Doppia amputazione delle gambe al di sopra del ginocchio. |
| F52       | Limitata funzionalità del braccio. Braccio non utilizzato nei lanci con difficoltà nella presa. Peso - Incapacità di stringere il pugno e conseguente mancanza di contatto tra le dita e il peso nel momento del rilascio dell'attrezzo durante il lancio. Disco - Difficoltà nel posizionare le dita sul bordo del disco. Giavellotto - Impugnatura del giavellotto tra il dito indice e il medio, o tra il medio e l'anulare. |
| F53       | Braccio non utilizzato nei lanci con capacità di presa quasi normale. Peso - Capacità di stringere il pugno. Capacità di estensione delle dita e possibilità di contatto tra le dita e il peso nel momento del rilascio dell'attrezzo durante il lancio. Disco - Buona capacità delle dita di afferrare il disco e possibilità di impartire una rotazione all'attrezzo. Capacità di stringere il pugno, ma non con la forza normale. Giavellotto - Impugnatura del giavellotto tra dito indice e pollice. Capacità di tenere in giavellotto. |
| F54       | Normale funzionalità delle braccia; nessuna funzionalità di busto e gambe. Peso, disco e giavellotto - Incapacità di mantenere l'equilibrio e necessità di appoggio alla sedia a rotelle durante la fase di lancio per mantenere l'equilibrio. |
| F55       | Assenza di funzionalità delle gambe, ma presenza di funzionalità del busto. Discreto e buon equilibrio da seduti. |
| F56       | Presenza di funzionalità del busto e di qualche funzione delle cosce. Buon equilibrio e capacità di movimenti in avanti e indietro. |
| F57       | Una gamba con normali funzionalità e una gamba con funzionalità compromesse. Capacità di movimenti in avanti e indietro, solitamente da un lato. Possibilità di sollevarsi dalla sedia a rotelle con assistenza durante il lancio. |
| F58       | Necessità di stare seduti. Migliori condizioni rispetto alla categoria F57, ma non abbastanza per saltare e lanciare. Compromissione della funzionalità delle gambe simile in entrambe le gambe. |

## Atleti plurimedagliati
I seguenti dati si basano sulle pubblicazioni ufficiali delle varie edizioni dei Giochi paralimpici dal sito del IPC, si precisa tuttavia che, per quel che concerne le edizioni fino al 1984, i dati ufficiali non presentavano i dati completi della composizione delle squadre o delle staffette.
| Pos. | Atleta             | Nazione  | Gen. |    |   |   | Tot. |
| ---- | ------------------ | -------- | ---- | -- | - | - | ---- |
| 1    | Franz Nietlispach  | Svizzera | M    | 14 | 6 | 1 | 21   |
| 2    | Chantal Petitclerc | Canada   | F    | 14 | 5 | 2 | 21   |